# Governor’s Palace

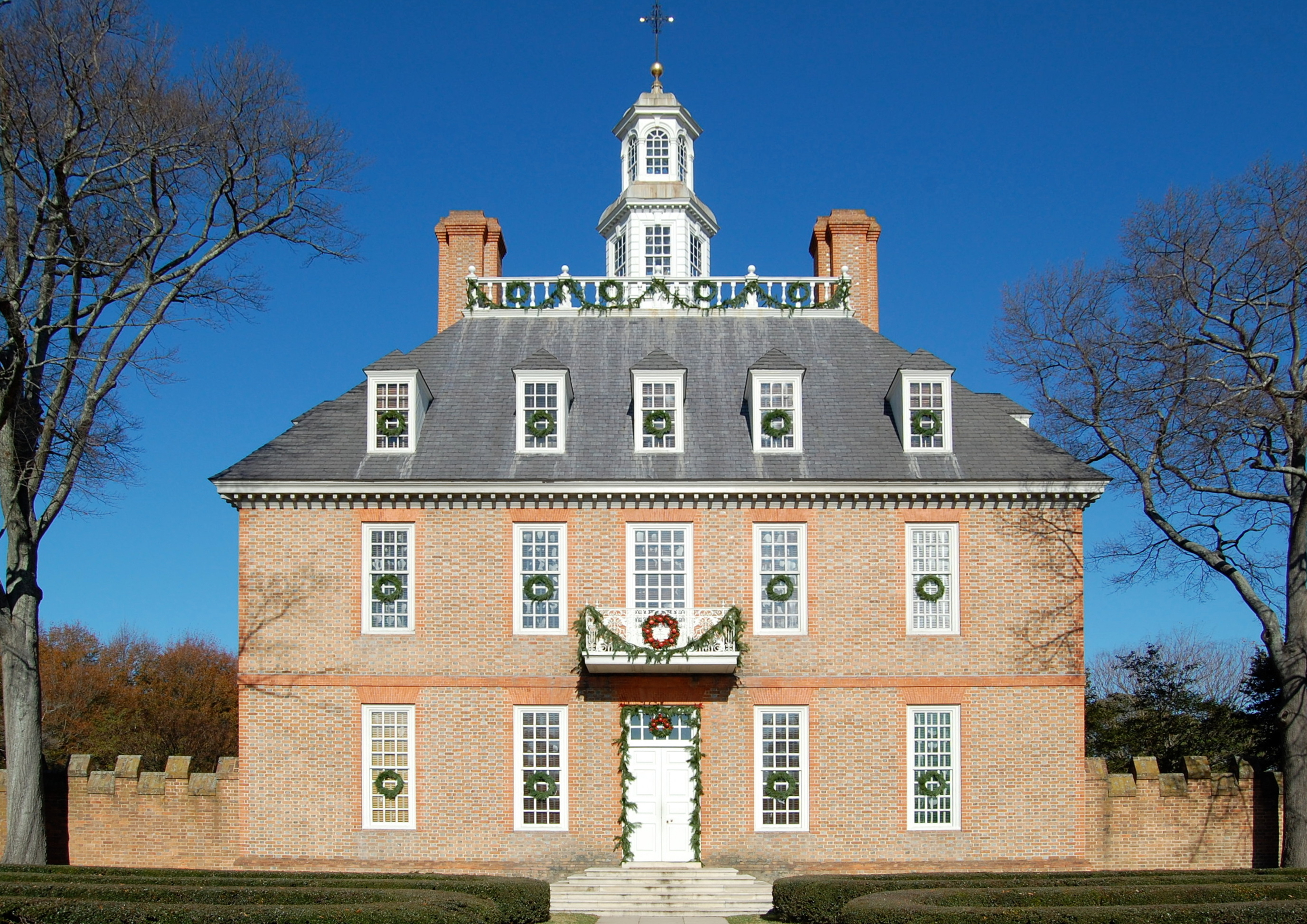
Das Hauptgebäude

Der Governor’s Palace (dt. Gouverneurspalast) in Williamsburg (Virginia) ist die Rekonstruktion eines historischen Gebäudes.
1705 bis 1720 erbaut, diente der ursprüngliche Gouverneurspalast sieben britischen Gouverneuren der Kronkolonie Virginia als Residenz. Am 22. Dezember 1781 brannte er aus. Im Rahmen der in den 1920er-Jahren realisierten Pläne, aus Williamsburg ein lebendes Museum des amerikanischen Kolonialismus zu machen, wurde er 1927 bis 1934 vom Architektenbüro Perry, Shaw und Hepburn nach alten Vorlagen und Plänen (unter anderem einer Handzeichnung von Thomas Jefferson) an der ursprünglichen Stelle wieder errichtet. Als wesentlicher Financier des Vorhabens trat John D. Rockefeller, Jr. auf. Es wurde und wird der Versuch einer möglichst realistischen Rekonstruktion des historischen Ambientes unternommen. Das Auftauchen neuer Unterlagen über die seinerzeitige Raumgestaltung bedingte daher bereits mehrfach Anpassungen der Möblierung. Der wieder errichtete Gouverneurspalast wurde am 23. April 1934 dem Publikum zugänglich gemacht und ist seither eine der Hauptattraktionen des Museumsstädtchens.